# Juliana Rößler
Juliana Rößler (geboren 1983 oder 1984) ist eine deutsche Kanutin und Behindertensportlerin. Sie repräsentierte Deutschland bei den Special Olympics World Summer Games 2019 in Abu Dhabi im Bereich Kanusport und gewann dort zwei Goldmedaillen.

## Leben und Karriere
Rößler arbeitet seit 2016 in der Datenverarbeitung der Lichtenberger Werkstätten Berlin, einer Werkstatt für behinderte Menschen, und kam über ihre Arbeitgeberin zum Kanusport. Sie trainiert beim SG RBO Berlin e.V.
2018 erwarb sie bei den Special Olympics Deutschland Sommerspielen in Kiel eine Bronzemedaille.
Bei den Special Olympics World Summer Games 2019 in Abu Dhabi war Rößler in der deutschen Delegation. Sie gewann zweimal Gold, im gemischten Zweierkajakrennen (Touristenkanu, KT-2) über 200 Meter (Rennen 30) und im Einzel der Frauen (Touristenkanu, KT-1) über 500 Meter (Rennen 38). Im Einzel der Frauen (Touristenkanu, KT-1) über 200 Meter kam Rößer auf den vierten Platz (Rennen 26).
Bei den Special Olympics Deutschland Sommerspielen 2022 in Berlin gewann sie im Einzel der Frauen (Touristenkanu) über 200 Meter Gold und kam im Zweierkajakrennen über 200 Meter auf den dritten und in der 200-Meter-Staffel auf den vierten Platz.

## Aufgaben in der Öffentlichkeitsarbeit
2019 wurde sie in den Athletenrat von Special Olympics Berlin / Brandenburg e.V. gewählt. Er besteht aus neun Personen, die für drei Jahre berufen sind und in dieser Zeit die Interessen der Berliner und Brandenburger Special Olympics Athletinnen und Athleten vertreten.
Im Mai 2022 präsentierte sie zusammen mit Robert Herberg, Gesicht der Special Olympics Deutschland Sommerspiele 2022, beim DFB-Pokalfinale im Berliner Olympiastadion die Fackel von Special Olympics. Dieser Fackellauf war eine Vorschau auf die Special Olympics Deutschland Sommerspiele 2022 in Berlin, die im Juni 2022 stattfanden, und ein Zeichen für Inklusion.
Für die Special Olympics World Summer Games 2023 in Berlin erhielt Rößler als Athletin keinen Startplatz. Sie war aber eine von dreizehn Athletensprecherinnen und Athletensprecher für die Weltspiele. Außerdem arbeitete sie im Designteam aus Athletinnen und Athleten mit geistiger Behinderung mit, die Motto, Farbgebung und Logo der Spiele entwarfen und entwickelten. Unterstützung kam von der Münchner Marketingagentur BECC. Von den drei Slogans in der Endausscheidung, Emotionen bewegen, Wir sind da und Zusammen unschlagbar gewann der letzte.